# 大阪市立四貫島小学校
大阪市立四貫島小学校（おおさかしりつ しかんじましょうがっこう）は、大阪府大阪市此花区四貫島2丁目にある公立の小学校。1950年代には児童数約2600人を数えた超マンモス校であったが、2010年時点では約120人の小規模校となっている。
1919年に大阪市春日出尋常高等小学校（廃校）より分離する形で、大阪市四貫島尋常小学校として開校した。

## 沿革
分離元の春日出尋常高等小学校（1941年春日出国民学校）は1873年に地域で最初の小学校・西成郡第二小区第二番小学校として、当時の西成郡春日出新田・四貫島新田・六軒屋新田・南新田・島屋新田・恩貴島新田（町村制施行により西成郡川北村、現在の此花区の一部）の連合で設置された。
地域の児童数増加に伴い、春日出尋常高等小学校から分離する形で1919年、大阪市四貫島尋常小学校が設置された。四貫島尋常小学校の後身が、現在の大阪市立四貫島小学校にあたる。
1922年には高等科を設置した。しかし1934年には高等科単独の大阪市春日出高等小学校（1941年大阪市中春日出国民学校）を設置し、春日出・四貫島両校の高等科を統合することになった。これにより高等科を春日出高等小学校に移管し、再び尋常科単独となった。
国民学校令により、1941年には大阪市四貫島国民学校に改称した。1942年には春日出・四貫島・梅香の各国民学校の校区の一部を再編し、大阪市朝日国民学校が創立している。
太平洋戦争の戦局悪化により、1944年以降愛媛県温泉郡北条町・正岡村・河野村（いずれも後の北条市、現松山市）に学童集団疎開を実施している。1945年の大阪大空襲では木造校舎を焼失する被害を受けた。
四貫島国民学校は戦後に授業を再開し、学制改革により1947年に大阪市立四貫島小学校となった。
一方で周辺の梅香・朝日・中春日出の3国民学校は戦災被害を理由に休校となり、春日出国民学校に統合された。さらに春日出国民学校は1947年、春日出国民学校は新制中学校・大阪市立此花第一中学校（現在の大阪市立春日出中学校）に校舎を転用することになった。このため春日出国民学校は廃校となり、四貫島小学校へと統合された。なお戦後に大阪市立春日出小学校が設置されているが、現春日出小学校は1961年に新設された小学校であり、戦前の春日出小学校と戦後の春日出小学校は学校沿革史の上では連続していない。
地域の復興により1955年には、戦災で春日出校に統合されて休校となった大阪市立梅香小学校が当校から分離して再開校している。

### 年表
- 1919年4月1日 - 大阪市四貫島尋常小学校として開校。（春日出尋常高等小学校より分離[1]）
- 1922年4月1日 - 高等科の設置により大阪市四貫島尋常高等小学校と改称。
- 1934年4月1日 - 高等科を分離（新設の春日出高等小学校へ移管）。再び尋常小学校となる。
- 1941年4月1日 - 国民学校令により大阪市四貫島国民学校となる。
- 1942年4月1日 - 従来の校区の一部を、新設の朝日国民学校（1946年に春日出国民学校に統合し、廃校）校区へ分離。
- 1944年9月15日 - 愛媛県温泉郡に集団疎開。
- 1945年6月1日 - 大阪大空襲で木造校舎焼失。
- 1947年4月1日 - 学制改革により大阪市立四貫島小学校となる。大阪市春日出国民学校を統合。
- 1950年9月 - ジェーン台風で校舎被災。
- 1954年4月1日 - 旧梅香国民学校敷地に梅香分校を開設。
- 1955年4月1日 - 梅香分校が大阪市立梅香小学校として分離開校。
- 1962年 - 通学服・通学帽を制定。
- 1991年10月21日 - 生活科設立に伴う「どろんこ広場」「学習園」の設置。
- 2006年 - 文部科学省から、「義務教育の質の保証に資する学校評価システム構築事業」協力校に指定される。

## 校歌
- 作詞：四貫島小学校、作曲：山中二郎[2]

## 通学区域
- 大阪市此花区[3]
  - 春日出北1丁目、朝日1-2丁目、四貫島1-2丁目

卒業生は大阪市立梅香中学校に進学する。

## 交通
- 阪神なんば線 千鳥橋駅 西へ約500m。
- 大阪シティバス 四貫島2丁目バス停 北西へ約200m。